# Sherburne Wesley Burnham
Sherburne Wesley Burnham (Thetford, 12 de dezembro de 1838 — Chicago, 11 de março de 1921) foi um astrônomo estadunidense.
Trabalhou no Observatório Yerkes. O asteroide 834 Burnhamia foi batizado em sua homenagem.

## Prémios e honrarias
- 1894 - Medalha de Ouro da Royal Astronomical Society[1]
- 1904 - Prémio Lalande